# 토크리시
토크리시(Talklish)는 대한민국 Dreamers Education Co., Ltd.에서 개발한 영어회화 학습용 온라인 어드벤처 게임장르의 기능성 게임이다. 토크리시의 이름은 Talk in English를 합성한 신조어로 영어로 말한다는 의미이다. 2011년 7월 상용 서비스를 시작했고 2013년 1월다음을 통해 채널링 서비스를 시작했다.
 2011년 10월 17일 한국컨텐츠진흥원에서 선정한 기능성 게임 부문 3분기 이달의 우수게임으로 선정됐다. 2011년 8월 31일부터 방송된 EBS 서바이벌 쇼 영어 완전 정복의 교재로 채택되었다.

## 특징
뉴욕에서 1년간 어학연수를 하는 상황을 어드벤처 게임 장르로 구성하고 있다. 난이도에 따라 240개의 에피소드가 제공되며 음성인식을 통해 각 상황에서 가상 캐릭터와 대화를 성공하면 다음 에피소드를 진행할 수 있다. 학습 컨텐츠 개발에 '굿모닝팝스' 진행자로 유명한 영어교육전문가이근철씨가 참여했다.

### Challenge System
가상의 캐릭터와의 대화에 도전해 음성인식으로 대화를 완료해야 한다. 대화 진행시 4단계(밑줄힌트, 모국어힌트, 영어블랭크힌트, 영어힌트)의 힌트가 제공되어 각 단계의 힌트를 보고 문장을 유추해 말해야 한다. 음성인식에 성공하거나 실패할 때마다 대화 상대 캐릭터의 감정이 변화하며 이에 따라 대화 상대의 표정과 목소리의 감정이 변화한다. 대화 상대 캐릭터의 감정이 온도계 형태로 표시되며 온도계가 모두 떨어지면 대화가 실패로 처리되며 다시 도전할 수 있다.

### Smart Review System
성공한 에피소드를 헤르만 에빙하우스의 망각 곡선 주기에 따라 다시 복습하도록 스케줄링 해준다. 복습은 4단계(Refresh, Remind, Memorize, Master)의 단계로 구성되며 각각 1주일, 2주일, 3주일, 4주일 후 복습이 이뤄진다.

### Adventure System
뉴욕 맨해튼의 14개 관광 명소를 실제 뉴욕의 버스와 지하철 노선에 따라 이동하고 각 장소에 숨겨진 인물들과 대화를 통해 퀘스트를 해결한다.

## 학습 과정
총 4개의 Period로 구성되어 있다. 각 Period마다 60개의 에피소드로 구성되어 전체 240개의 에피소드가 있다.

### Period 1. 서바이벌
여행시 겪게 되는 모든 상황들을 통해 기본 의사소통 능력 학습.

### Period 2. 릴레이션
친구, 가족과의 일상생활 속에서 시제, 조동사 등을 자유롭게 사용해 정확한 상황 표현 학습.

### Period 3. 세틀링인
회사생활 및 연애를 통해 우리말과 다른 영어만의 낯선 어법, 긴문장 학습.

### Period 4. 익스프레싱
설득, 항의, 사과, 제안등 고난이도의 의사표현과 문장표현 학습.

## 같이 보기
- 로제타 스톤